# Fopius carpocapsae
Fopius carpocapsae är en stekelart som först beskrevs av William Harris Ashmead 1900.  Fopius carpocapsae ingår i släktet Fopius och familjen bracksteklar. Inga underarter finns listade i Catalogue of Life.